# Camille Claudel

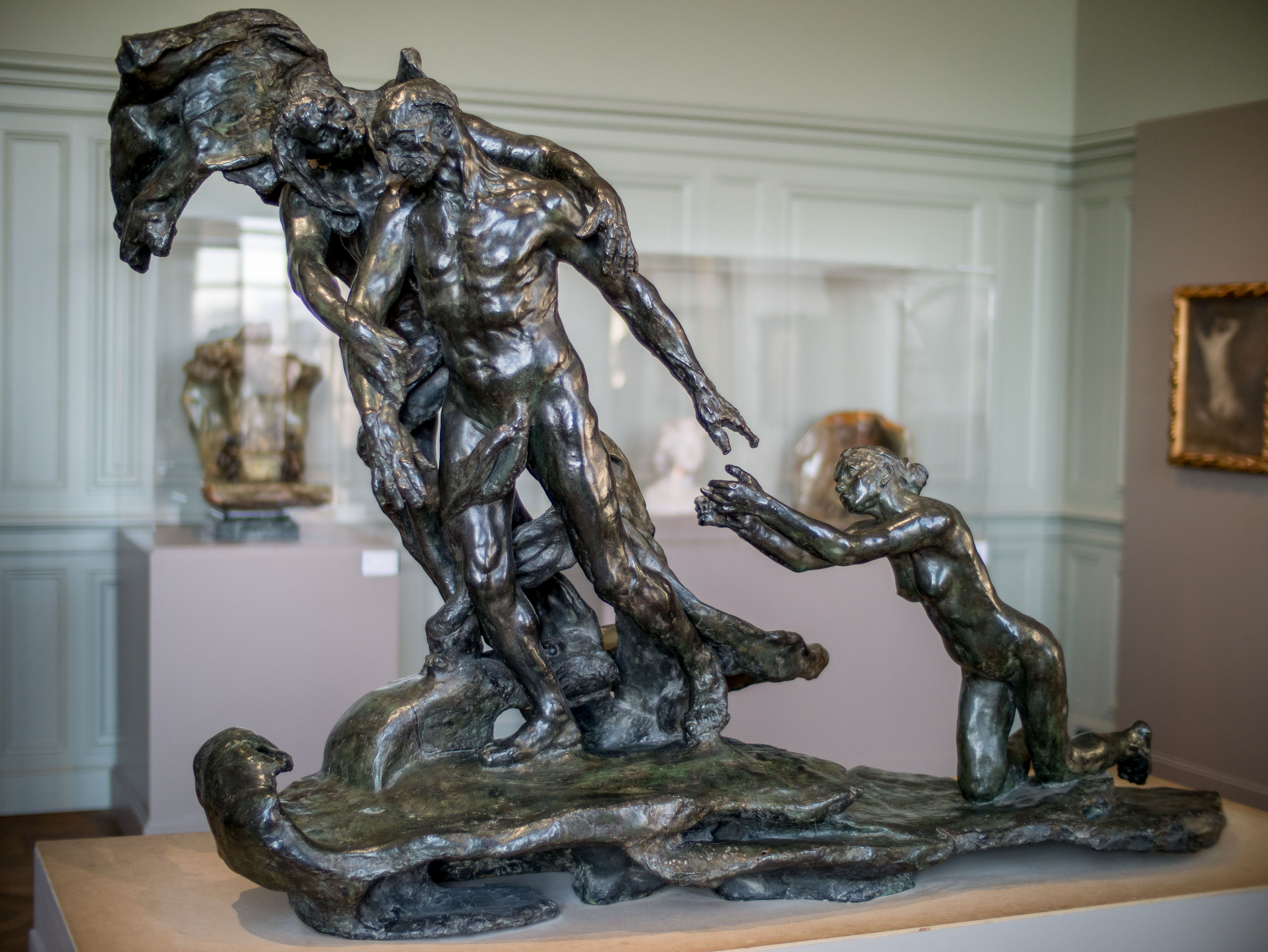
Wiek dojrzały 1899, praca o rozstaniu z Rodinem

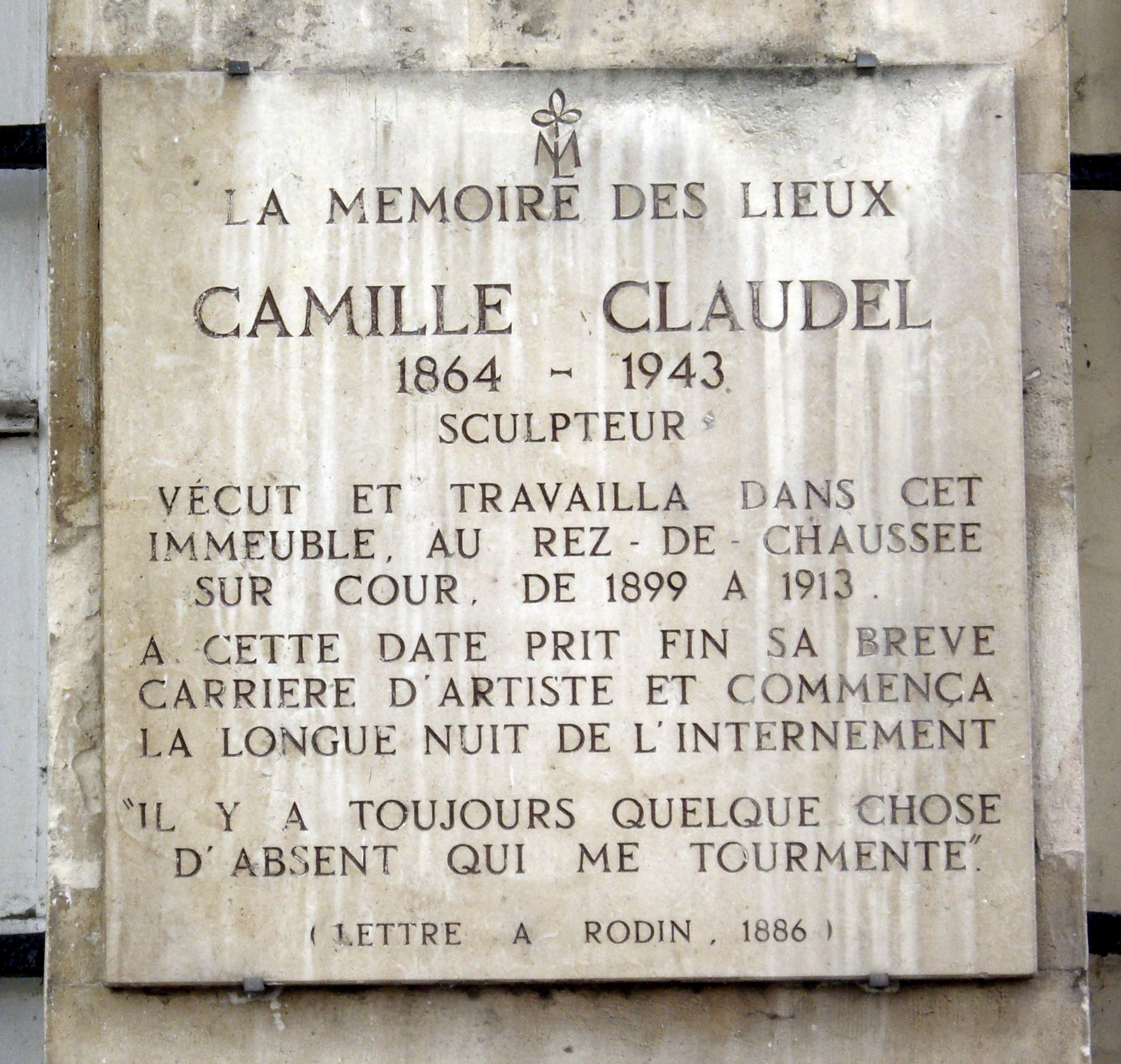
Tablica pamiątkowa poświęcona Camille Claudel przy 19 quai de Bourbon w Paryżu (ostatnie miejsce pobytu przed wywiezieniem do Ville-Evrard)

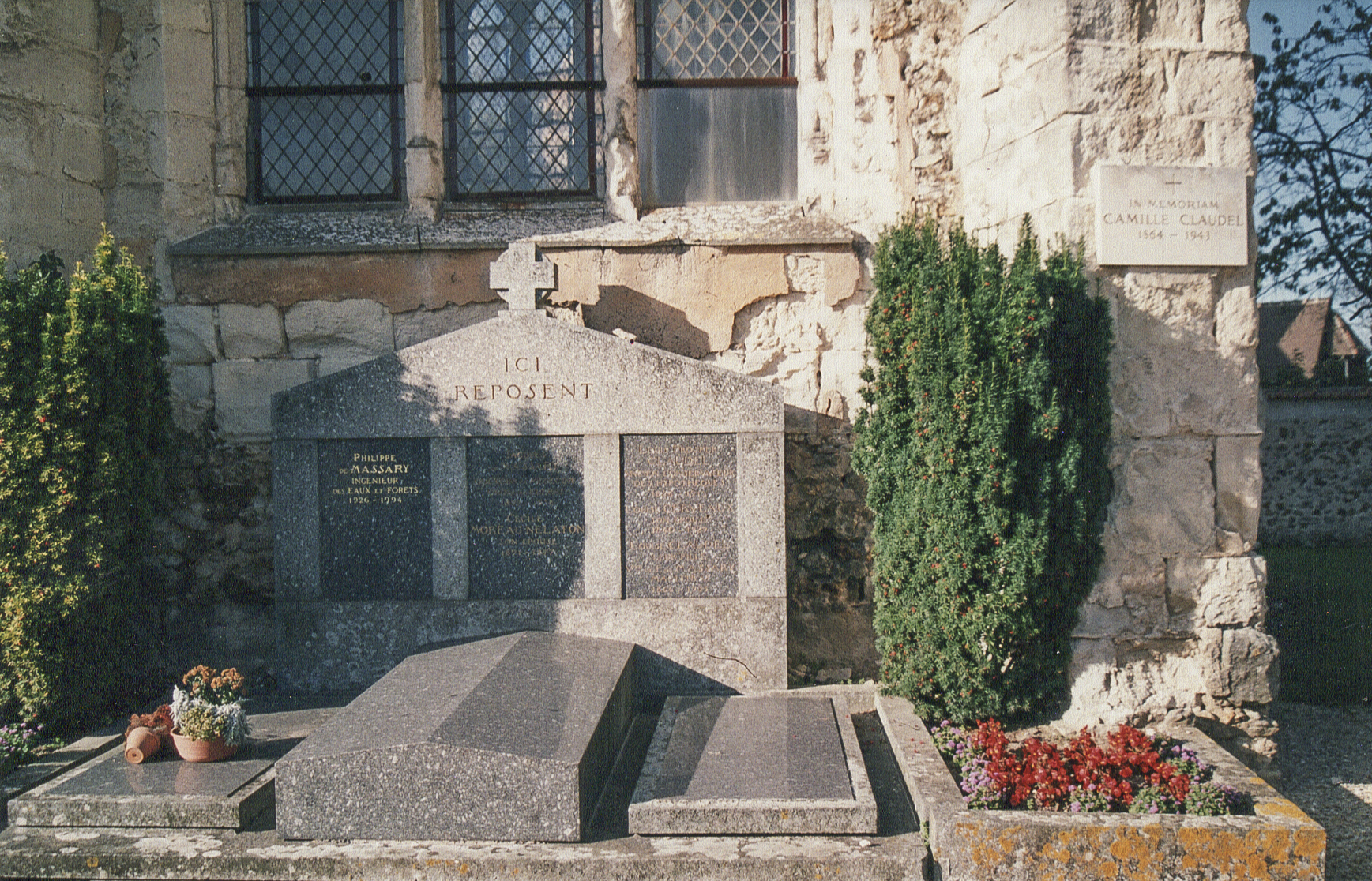
Tablica pamiątkowa poświęcona Camille Claudel w Villeneuve sur Fère, Hauts-de-France

Camille Claudel (/klɔdɛl/ ur. 8 grudnia 1864 w Fère-en-Tardenois, zm. 19 października 1943 w Montfavet koło Awinionu) – francuska rzeźbiarka.

## Życiorys
Przyszła na świat w Fère-en-Tardenois jako córka Louise-Athanaïse Cécile z domu Cerveaux i Louis-Prospera, archiwariusza hipotecznego. Pierwszym dzieckiem Claudelów był Charles-Henri (urodzony w sierpniu 1863 r.), który zmarł po 16 dniach. Camille urodziła się w 1864 r. W 1866 r. urodziła się jej siostra Louise, ulubienica matki. W tym samym roku rodzina przeniosła się do Villeneuve sur Fère, gdzie urodził się jej brat, Paul Claudel, w przyszłości znany poeta i dyplomata. Camille od dzieciństwa rzeźbiła.

Rzeźba jest jej gwałtowną namiętnością. Narzuca ją despotycznie wokół siebie, rodzinie, sąsiadom, nawet służbie.

Matka nie mogła zrozumieć pasji swojej najstarszej córki. Kiedy Camille miała 12 lat rodzina Claudel przeprowadziła się z Bar-le-Duc do Nogent-sur-Seine. W tym niewielkim miasteczku mieszkali dwaj znani rzeźbiarze: Alfred Boucher i Paul Dubois (od 1878 r. dyrektor École des Beaux-Arts w Paryżu). Alfred Boucher został jej pierwszym nauczycielem. Rzeźbiarz szybko dostrzegł talent młodej dziewczyny i polecił rodzicom, aby wysłali córkę do Paryża, aby tam mogła kształcić swój talent. W 1881 r. cała rodzina przeniosła się do stolicy Francji (z wyjątkiem ojca, który nie mógł dołączyć z powodów zawodowych). Camille zapisała się do Akademii Colarossi, jednej z kilku zaledwie szkół artystycznych dostępnych dla kobiet. Cały czas korekt udzielał jej Boucher, który w 1882 r. otrzymał stypendium Prix de Rome i wyjechał do Włoch, pozostawiając swoją uczennicę pod okiem Auguste’a Rodina. W 1883 r. Camille wynajęła pracownię przy 117 rue Notre-Dame-des-Champs, gdzie pracowała z innymi rzeźbiarkami (m.in. z Jessie Lipscomb). Około 1884 r. zaczęła pracować w pracowni Rodina. Pomagała przy dużym zamówieniu publicznym drzwiach do Muzeum Sztuk Dekoracyjnych Bramie piekieł, a także Mieszczanach z Calais. Rodin powierzał jej wykonywanie dłoni i stóp – jednych z najtrudniejszych elementów ciała ludzkiego.
Mathias Morhardt wspominał ją po latach:

(...) milczącą i sprawną, siedzącą na małym krzesełku. Prawie nie słuchającą długich rozmów toczonych wokół. Zajęta jedynie tym, co robi, ugniatała glinę i modelowała rękę lub nogę figurki stojącej przed nią.

Wkrótce Camille została kochanką Rodina, a ich romans trwał siedem lat. Pragnęła z nim zostać, ale on nigdy nie opuścił Rose Beuret, która była jego byłą modelką, towarzyszką życia i matką ich syna (pod koniec życia wzięli ślub). Po rozstaniu z Rodinem w 1892 r. Camille zaczęła powoli popadać w depresję.
Od 1903 r. wystawiała swoje prace w Salonie Artystów Francuskich. Rzeźby Claudel były niezmiernie dynamiczne, wykonane na ogół w kamieniu i brązie. Octave Mirbeau pisał o niej „Rewolta przeciw naturze! Kobieta-geniusz!”. Prace takie, jak Walc (1893) czy Wiek dojrzały (1900) wydają się podobne do prac Rodina, ale są bardziej liryczne. Fala z 1897 r. to świadoma próba zerwania ze stylem Rodina. Przełom wieków to kilka lat sławy i powodzenia Claudel.
Claudel i Rodin mieli na siebie ogromny wpływ artystyczny. Rodin uzgadniał swoje decyzje z młodą rzeźbiarką. Po zakończeniu romansu z Rodinem Camille popadła w alkoholizm, niszczyła swoje prace. Rozwijała się u niej także obsesja, bała się, że Rodin ukradnie jej pomysły, co powodowało, że nie chciała wystawiać swych prac. Zarabiała tworząc lampy i popielniczki.
Od 1906 r. stan zdrowia Camille Claudel pogarszał się. Zapadała na chorobę psychiczną (psychozę paranoidalną). 3 marca 1913 r. zmarł jej ojciec Louis-Prosper Claudel, który zawsze wspierał córkę. 10 marca 1913 r. na skutek interwencji brata Paula, została wywieziona ze swojej pracowni przy 19 Quai de Bourbon w Paryżu do szpitala psychiatrycznego Ville-Évrard w Neuilly-sur-Marne. Wkrótce w obliczu przybliżającego się frontu wojennego Claudel została przeniesiona do zakładu zamkniętego w Montfavet koło Awinionu (znanego wtedy jako Asile de Montdevergues; obecnie siedziba nowoczesnego szpitala psychiatrycznego Centre Hospitalier de Montfavet). Spędziła tam ostatnie trzydzieści lat swojego życia. Paul Claudel odwiedził ją 12 razy w ciągu 30 lat. Matka i siostra nigdy jej nie odwiedziły. Nikt z rodziny nie posłuchał jej próśb, wspieranych interwencjami lekarza, o powrót do domu, do Villeneuve sur Fère.
Zmarła 19 października 1943 r. w wieku 78 lat z powodu udaru w szpitalu Montfavet. Została pochowana w zbiorowej mogile.

Dla mnie prawdziwa Camille Claudel będzie zawsze tą, która witała mnie piosenką, która śmiała się, ożywiając twarz mężczyzny, ta, która podawała szampan gościom, nie myśląc o trudnościach jutra, ta, która potrafiła dotrzeć do najwyższych sfer ducha, ale też potrafiła wypowiadać się z wdziękiem i humorem.

Auguste Rodin dbał o jej sławę i artystyczną spuściznę – na tyle na ile pozwalała mu na to Camille. Kiedy zadecydowano, że w Hotelu Biron w Paryżu powstanie Muzeum Rodina, postanowił, że jedna z sal będzie poświęcona właśnie jej. W 2008 r. została tam zorganizowana duża retrospektywna wystawa prac Camille Claudel, na której zaprezentowano ponad 80 rzeźb, rysunki, listy z Rodinem oraz fotografie. Kolejna wystawa miała miejsce w 70. rocznicę jej śmierci.
W 1990 r. zaproponowano budowę jej muzeum w Nogent-sur-Seine, w której mieszkała jako nastolatka. Muzeum powstało w 2017 r.
Pierwsza prezentacja prac Camille Claudel w Polsce miała miejsce w 2023 podczas wystawy Bez gorsetu. Camille Claudel i polskie rzeźbiarki XIX wieku w Muzeum Narodowym w Warszawie z inicjatywy badaczki artystek rzeźbiarek XIX wieku kuratorki wystawy dr Ewy Ziembińskiej.

## Rzeźby Claudel
- Wiek dojrzały / L’Age Mûr, 1899
- Mała Kasztelanka / La Petite Châtelaine (marmur)
- Myśl / Pensée (marmur)
- Paul Claudel w wieku 37 lat / Paul Claudel à trente-sept ans (brąz)
- Błagająca / L’Implorante
- Clotho / Clotho
- Plotkarki / Les Causeuses
- Walc / La Valse (brąz), 1892
- Popiersie Rodina / Buste de Rodin
- Vertumne et Pomone (marmur)
- Fala / La Vague (onyks i brąz)
- Głęboka myśl / Profonde Pensée (marmur)
- La jeune fille à la gerbe (brąz)
- Sakountala / Le Sakountala, 1886

## Filmy
- Camille Claudel w reżyserii Bruno Nuyttena. Camille Claudel zagrała Isabelle Adjani, która za tę rolę otrzymała w 1989 r. Cesara, będąc również współproducentem filmu. Film został nominowany do dwóch Oscarów.
- Camille Claudel, 1915 z 2013 r. w reżyserii Bruno Dumonta z Juliette Binoche jako Camille.